# Jan Koemmet
Jan Koemmet (* 18. August 1961) ist ein deutscher Hard-Rock- und Heavy-Metal-Gitarrist und Designer.

## Leben
Jan Koemmet gehörte 1982 kurzzeitig der Heavy-Metal-Gruppe Accept an und war an den Demo-Aufnahmen für das Album Restless and Wild beteiligt. Nach seinem Ausstieg gründete er mit anderen Mitgliedern von Accept, Frank Friedrich und Dieter Rubach, die Band Bad Steve. Von 1989 bis 1992 war Koemmet der Gitarrist in dem Orchester des Musicals Starlight Express in Bochum. Er studierte Design, Geschichte der Kunst, Ästhetik und Medientheorie. Seit 2000 ist Koemmet Leiter einer Werbeagentur. Er erhielt nationale und internationale Design-Auszeichnungen. Koemmet lehrte an den Universitäten Düsseldorf, Kassel und Wuppertal und hielt Vorträge und Seminare an der Popakademie Baden-Württemberg. Im Frühsommer 2011 gründete Koemmet zusammen mit Liane Vollmer-Sturm das Metal-Pop Duo Lion Twin. 2013 veröffentlichten sie ihr Debütalbum "Nashville". Im darauf folgenden Jahr trat die Band als Vorgruppe von U.D.O., Axxis und Rage auf drei Europa-Tourneen auf. 2015 trennte sich Koemmet von seiner Band. 2019 wurde seine erste Solo-Single Loewenstern veröffentlicht.

## Diskografie
- 1985: Bad Steve – Killing the Night
- 2013: Lion Twin – Nashville
- 2019: Jan Koemmet – Loewenstern